# Эмпирическая модель
Эмпирическая модель — разновидность моделей, основу которой составляют результаты анализа некоторого объема данных (информации), полученных в результате эксперимента или измерений. Результатом подобного анализа, как правило, являются вывод (создание) новых формул, уравнений, закономерностей, корреляционных зависимостей, описывающих связь между рассматриваемыми величинами. Результатом также может являться некоторый массив данных, представляющий собой эталон, с которым в дальнейшем будут сравниваться подобные экспериментальные данные.